# Laureus World Sports Awards

Logo des Laureus Awards

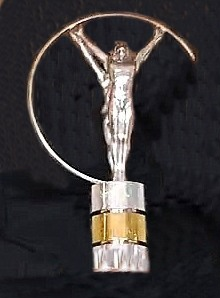
Preis Laureus statuette

Die Laureus World Sports Awards sind international bedeutende Auszeichnungen im Bereich des Sports, die seit 2000 vergeben werden. Stifter sind die Stuttgarter Mercedes-Benz Group und der Schweizer Luxusgüterkonzern Richemont (Montblanc, IWC, Cartier). Die als Preis überreichten Statuen stammen von Cartier.

## Organisation
Aus der Liste der Vorschläge (von über 1000 Journalisten aus über 120 Ländern) werden jeweils sechs Nominierungen zusammengestellt. Dabei sind die Leistungen des Vorjahres ausschlaggebend. Die Gewinner der einzelnen Kategorien werden dann von der Laureus World Sports Academy gewählt. Diese Academy besteht aus einem Kreis von „Sportlegenden“, zurzeit 46 Personen. Der aktuelle Vorsitzende der Laureus Academy ist Sean Fitzpatrick.
Namensgeber für den Preis ist der Laurus nobilis, der Lorbeer als klassisches Symbol des Ruhmes, Sieges und Friedens.

### Veranstaltungsorte
Nach den Veranstaltungsorten in Monaco (Monte-Carlo 2000–2003) und Portugal (Lissabon 2004, Estoril 2005) war Spanien (Barcelona 2006 und 2007) der Austragungsort für die Laureus World Sports Awards. 2008 wurde der „Laureus“ in der russischen Metropole Sankt Petersburg vergeben. 2009 fiel die Gala aufgrund der Wirtschaftskrise aus, die Gewinner erhielten ihre Trophäen im Rahmen verschiedener Ehrungen. Im März 2010 wurden die Awards wieder im Rahmen einer Gala im Emirat Abu Dhabi verliehen. Am 11. März 2013 fand die Gala mit Ausblick auf die Fußball-Weltmeisterschaft 2014 und die Olympischen Sommerspiele 2016 in Rio de Janeiro in Brasilien statt, 2014 in Kuala Lumpur, 2015 in Shanghai und 2016 in Deutschland (Berlin). Von 2017 bis 2019 kehrte die Verleihung zum ersten Austragungsort nach Monaco zurück. 2020 fand die Veranstaltung zum zweiten Mal in Berlin statt. Aufgrund der COVID-19-Pandemie fanden 2021 und 2022 zwei virtuelle Ausgaben in Sevilla statt. 2023 fanden die Awards erstmals in Paris statt, 2024 und 2025 in Madrid.

## Preiskategorien

### Weltsportler des Jahres
- 2025: Armand Duplantis, Schweden, Leichtathletik
- 2024: Novak Đoković (5), Serbien, Tennis
- 2023: Lionel Messi (2), Argentinien, Fußball
- 2022: Max Verstappen, Niederlande, Motorsport
- 2021: Rafael Nadal (2), Spanien, Tennis
- 2020: Lionel Messi, Argentinien, Fußball; Lewis Hamilton, Großbritannien, Motorsport
- 2019: Novak Đoković (4), Serbien, Tennis
- 2018: Roger Federer (5), Schweiz, Tennis
- 2017: Usain Bolt (4), Jamaika, Leichtathletik
- 2016: Novak Đoković (3), Serbien, Tennis
- 2015: Novak Đoković (2), Serbien, Tennis
- 2014: Sebastian Vettel, Deutschland, Motorsport
- 2013: Usain Bolt (3), Jamaika, Leichtathletik
- 2012: Novak Đoković, Serbien, Tennis
- 2011: Rafael Nadal, Spanien, Tennis
- 2010: Usain Bolt (2), Jamaika, Leichtathletik
- 2009: Usain Bolt, Jamaika, Leichtathletik
- 2008: Roger Federer (4), Schweiz, Tennis
- 2007: Roger Federer (3), Schweiz, Tennis
- 2006: Roger Federer (2), Schweiz, Tennis
- 2005: Roger Federer, Schweiz, Tennis
- 2004: Michael Schumacher (2), Deutschland, Motorsport
- 2003: Lance Armstrong, USA, Radsport
- 2002: Michael Schumacher, Deutschland, Motorsport
- 2001: Tiger Woods (2), USA, Golf
- 2000: Tiger Woods, USA, Golf

### Weltsportlerin des Jahres
- 2025: Simone Biles (4), USA, Geräteturnen
- 2024: Aitana Bonmatí, Spanien, Fußball
- 2023: Shelly-Ann Fraser-Pryce, Jamaika, Leichtathletik
- 2022: Elaine Thompson-Herah, Jamaika, Leichtathletik
- 2021: Naomi Ōsaka, Japan, Tennis
- 2020: Simone Biles (3), USA, Geräteturnen
- 2019: Simone Biles (2), USA, Geräteturnen
- 2018: Serena Williams (4), USA, Tennis
- 2017: Simone Biles, USA, Geräteturnen
- 2016: Serena Williams (3), USA, Tennis
- 2015: Genzebe Dibaba, Äthiopien, Leichtathletik
- 2014: Missy Franklin, USA, Schwimmen
- 2013: Jessica Ennis, Großbritannien, Leichtathletik
- 2012: Vivian Cheruiyot, Kenia, Leichtathletik
- 2011: Lindsey Vonn, USA, Ski alpin
- 2010: Serena Williams (2), USA, Tennis
- 2009: Jelena Issinbajewa (2), Russland, Leichtathletik
- 2008: Justine Henin, Belgien, Tennis
- 2007: Jelena Issinbajewa, Russland, Leichtathletik
- 2006: Janica Kostelić, Kroatien, Ski alpin
- 2005: Kelly Holmes, Großbritannien, Leichtathletik
- 2004: Annika Sörenstam, Schweden, Golf
- 2003: Serena Williams, USA, Tennis
- 2002: Jennifer Capriati, USA, Tennis
- 2001: Cathy Freeman, Australien, Leichtathletik
- 2000: Marion Jones, USA, Leichtathletik

### Mannschaft des Jahres
- 2025: Real Madrid, Spanien, Fußball
- 2024: Spanische Fußballnationalmannschaft der Frauen
- 2023: Argentinische Fußballnationalmannschaft der Männer
- 2022: Italienische Fußballnationalmannschaft der Männer (2)
- 2021: FC Bayern München (2), Deutschland, Fußball
- 2020: Südafrikanische Rugby-Union-Nationalmannschaft (2)
- 2019: Französische Fußballnationalmannschaft der Männer  (2)
- 2018: Mercedes AMG Petronas F1 Team, Deutschland, Motorsport
- 2017: Chicago Cubs, USA, Baseball
- 2016: Neuseeländische Rugby-Union-Nationalmannschaft, Neuseeland, Rugby Union
- 2015: Deutsche Fußballnationalmannschaft der Männer
- 2014: FC Bayern München, Deutschland, Fußball
- 2013: Europäisches Ryder-Cup-Team, Golf
- 2012: FC Barcelona, Spanien, Fußball
- 2011: Spanische Fußballnationalmannschaft der Männer
- 2010: Brawn GP, Großbritannien, Formel 1
- 2009: Chinesische Olympiamannschaft
- 2008: Südafrikanische Rugby-Union-Nationalmannschaft
- 2007: Italienische Fußballnationalmannschaft der Männer
- 2006: Renault-F1-Team, Frankreich, Motorsport
- 2005: Griechische Fußballnationalmannschaft der Männer
- 2004: Englische Rugby-Union-Nationalmannschaft
- 2003: Brasilianische Fußballnationalmannschaft der Männer
- 2002: Australische Cricket-Nationalmannschaft
- 2001: Französische Fußballnationalmannschaft
- 2000: Manchester United, Großbritannien, Fußball

### Behindertensportler des Jahres
- 2025: Jiang Yuyan, China, Schwimmen

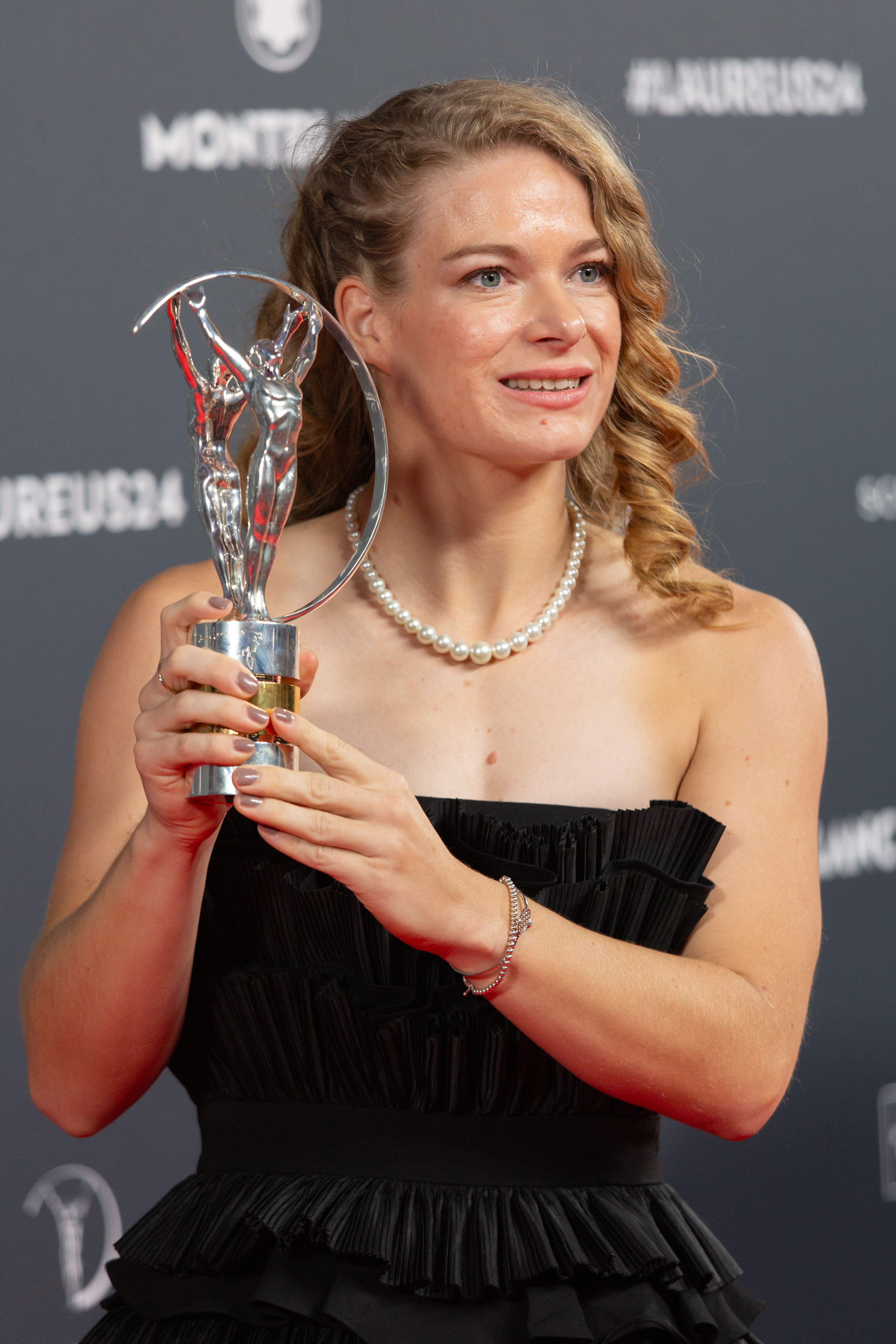
Diede de Groot (2024)

- Diede de Groot (2024)2024: Diede de Groot, Niederlande, Rollstuhl-Tennis
- 2023: Catherine Debrunner, Schweiz, Leichtathletik
- 2022: Marcel Hug (2), Schweiz, Leichtathletik
- 2020: Oksana Masters, Ukraine, Radsport, Rudern, Biathlon und Skilanglauf
- 2019: Henrieta Farkašová, Slowakei, Ski alpin
- 2018: Marcel Hug, Schweiz, Leichtathletik
- 2017: Beatrice Vio, Italien, Fechten
- 2016: Daniel Dias (3), Brasilien, Schwimmen
- 2015: Tatyana McFadden, USA, Leichtathletik
- 2014: Marie Bochet, Frankreich, Ski alpin
- 2013: Daniel Dias (2), Brasilien, Schwimmen
- 2012: Oscar Pistorius, Südafrika, Leichtathletik
- 2011: Verena Bentele, Deutschland, Ski, Biathlon
- 2010: Natalie du Toit, Südafrika, Schwimmen
- 2009: Daniel Dias, Brasilien, Schwimmen
- 2008: Esther Vergeer (2), Niederlande, Rollstuhl-Tennis
- 2007: Martin Braxenthaler, Deutschland, Ski alpin
- 2006: Ernst van Dyk, Südafrika, Leichtathletik
- 2005: Chantal Petitclerc, Kanada, Leichtathletik
- 2004: Earle Connor, Kanada, Leichtathletik
- 2003: Michael Milton, Australien, Ski alpin
- 2002: Esther Vergeer, Niederlande, Rollstuhl-Tennis
- 2001: Vinny Lauwers, Australien, Segeln
- 2000: Louise Sauvage, Australien, Leichtathletik

### Durchbruch des Jahres
(ersetzte die Kategorie Newcomer)

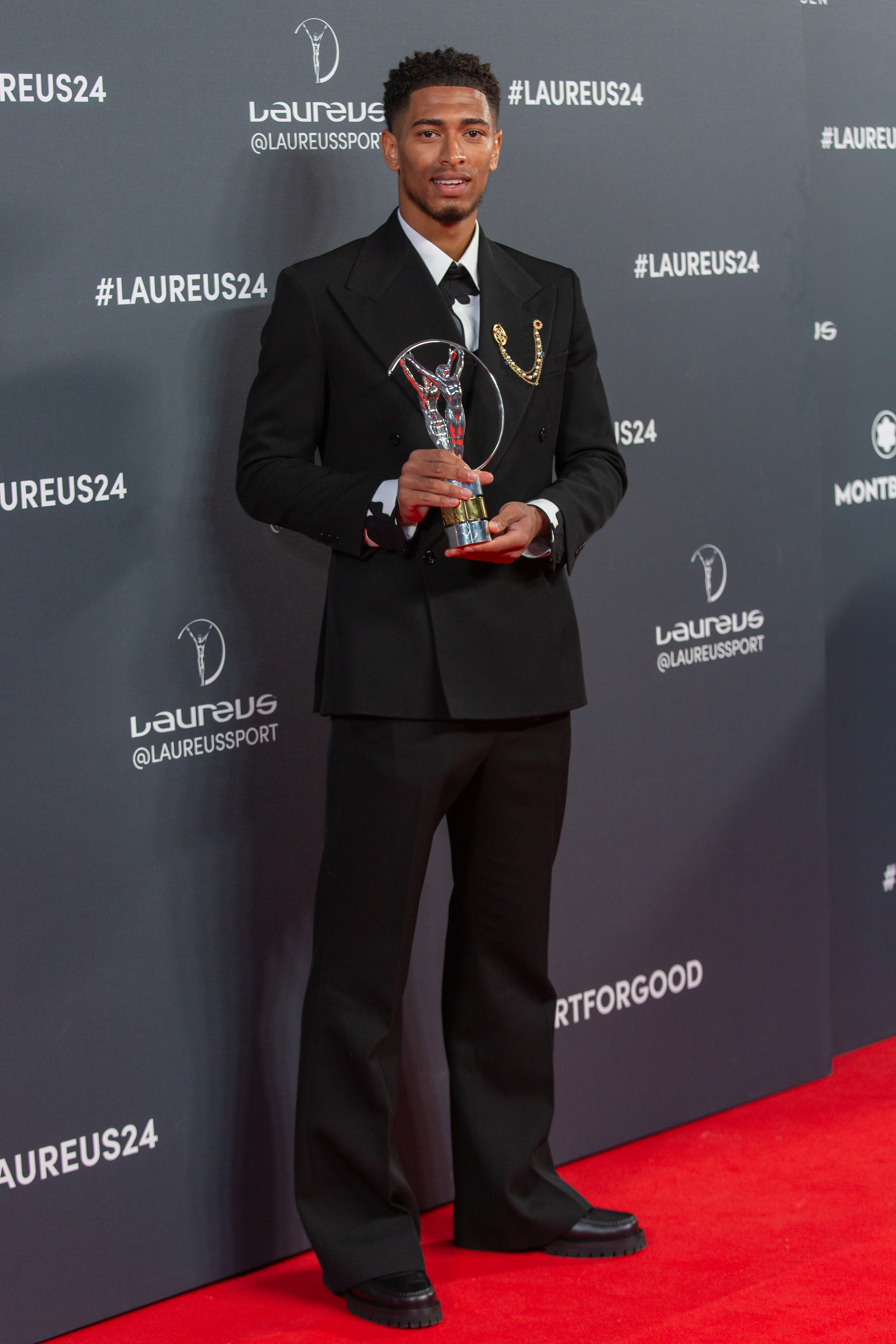
Jude Bellingham (2024)

- 2025: Lamine Yamal, Spanien, Fußball
- 2024: Jude Bellingham, Großbritannien, Fußball
- 2023: Carlos Alcaraz, Spanien, Tennis
- 2022: Emma Raducanu, Großbritannien, Tennis
- 2021: Patrick Mahomes, USA, American Football
- 2020: Egan Bernal, Kolumbien, Radsport
- 2019: Naomi Ōsaka, Japan, Tennis
- 2018: Sergio García, Spanien, Golf
- 2017: Nico Rosberg, Deutschland, Formel 1
- 2016: Jordan Spieth, USA, Golf
- 2015: Daniel Ricciardo, Australien, Formel 1
- 2014: Marc Márquez, Spanien, Motorradsport
- 2013: Andy Murray, Großbritannien, Tennis
- 2012: Rory McIlroy, Großbritannien, Golf
- 2011: Martin Kaymer, Deutschland, Golf
- 2010: Jenson Button, Großbritannien, Formel 1
- 2009: Rebecca Adlington, Großbritannien, Schwimmen
- 2008: Lewis Hamilton, Großbritannien, Formel 1
- 2007: Amélie Mauresmo, Frankreich, Tennis

### Newcomer des Jahres
- 2006: Rafael Nadal, Spanien, Tennis
- 2005: Liu Xiang, China, Leichtathletik
- 2004: Michelle Wie, USA, Golf
- 2003: Yao Ming, China, Basketball
- 2002: Juan Pablo Montoya, Kolumbien, Motorsport
- 2001: Marat Safin, Russland, Tennis
- 2000: Sergio García, Spanien, Golf

### Action-Sportler des Jahres

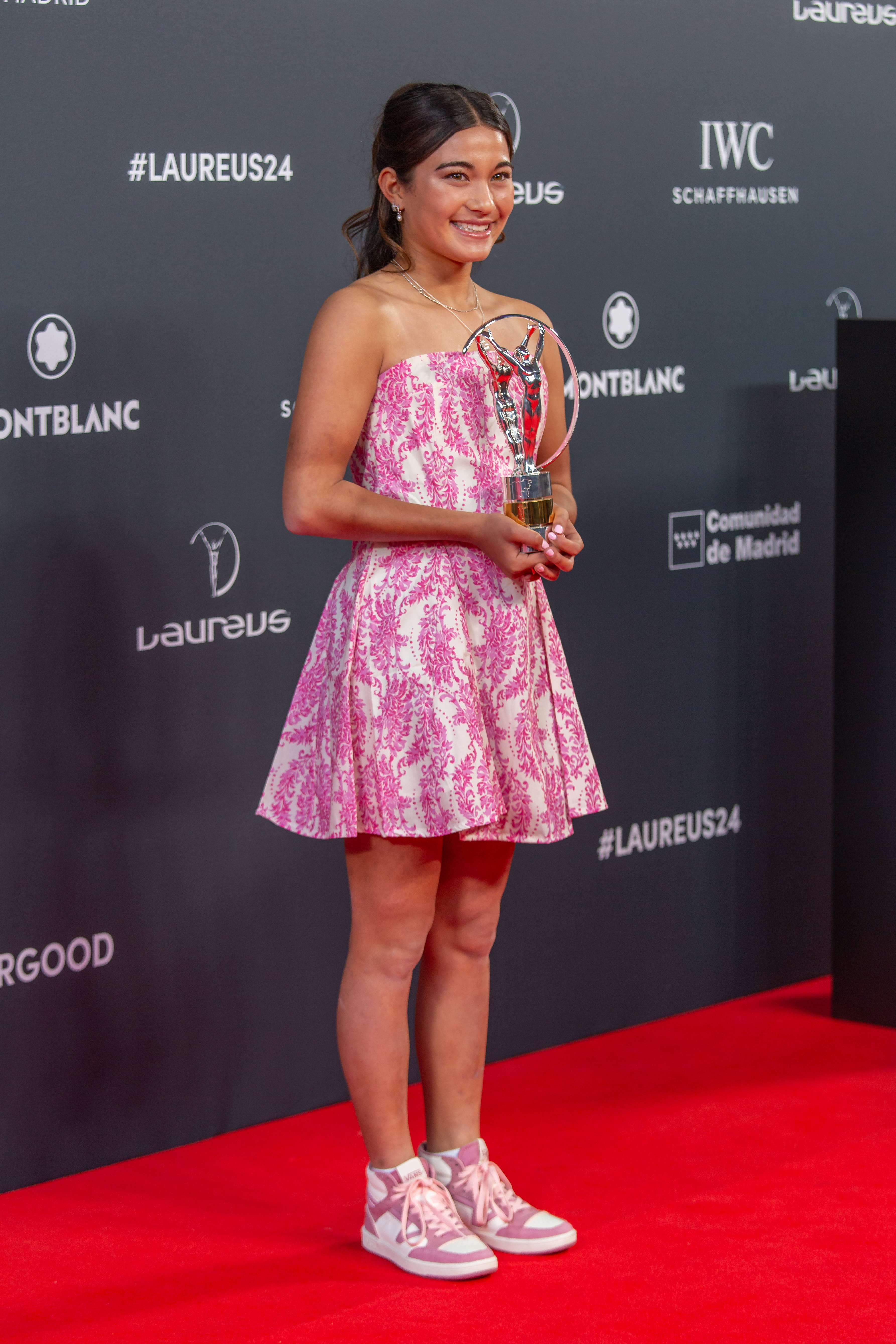
Arisa Trew (2024)

(ersetzte die Kategorie Alternativsportler)
- 2025: Thomas Pidcock, Großbritannien, Radsport
- 2024: Arisa Trew, Australien, Skateboarding
- 2023: Eileen Gu, China, Freestyle-Skiing
- 2022: Beth Shriever, Großbritannien, BMX
- 2020: Chloe Kim (2), USA, Snowboard
- 2019: Chloe Kim, USA, Snowboard
- 2018: Armel Le Cléac’h, Frankreich, Segeln
- 2017: Rachel Atherton, Großbritannien, Mountainbike
- 2016: Jan Frodeno, Deutschland, Triathlon
- 2015: Alan Eustace, USA, Skydiving
- 2014: Jamie Bestwick, Großbritannien, BMX
- 2013: Felix Baumgartner, Österreich, Skydiving
- 2012: Kelly Slater (3), USA, Surfen
- 2011: Kelly Slater (2), USA, Surfen
- 2010: Stephanie Gilmore, Australien, Surfen
- 2009: Kelly Slater, USA, Surfen
- 2008: Shaun White, USA, Snowboard

### Alternativ-Sportler des Jahres
- 2007: Kelly Slater, USA, Surfen
- 2006: Angelo d’Arrigo, Italien, Gleitschirmfliegen
- 2005: Ellen MacArthur, England, Segeln
- 2004: Layne Beachley, Australien, Surfen
- 2003: Dean Potter, USA, Free-Climbing
- 2002: Bob Burnquist, Brasilien, Skateboarden
- 2001: Mike Horn, Südafrika, Weltumsegeln
- 2000: Shaun Palmer, USA, Snowboarden

### Comeback des Jahres
- 2025: Rebeca Andrade, Brasilien, Turnen
- 2024: Simone Biles, USA, Turnen
- 2023: Christian Eriksen, Dänemark, Fußball
- 2022: Sky Brown, Großbritannien, Skateboard
- 2021: Max Parrot, Kanada, Snowboard
- 2020: Sophia Flörsch, Deutschland, Motorsport
- 2019: Tiger Woods, USA, Golf
- 2018: Roger Federer, Schweiz, Tennis
- 2017: Michael Phelps, USA, Schwimmen
- 2016: Daniel Carter, Neuseeland, Rugby
- 2015: Schalk Burger, Südafrika, Rugby
- 2014: Rafael Nadal, Spanien, Tennis
- 2013: Félix Sánchez, Dominikanische Republik, Leichtathletik
- 2012: Darren Clarke, Großbritannien, Golf
- 2011: Valentino Rossi, Italien, Motorsport
- 2010: Kim Clijsters, Belgien, Tennis
- 2009: Vitali Klitschko, Ukraine, Boxen
- 2008: Paula Radcliffe, Großbritannien, Leichtathletik
- 2007: Serena Williams, USA, Tennis
- 2006: Martina Hingis, Schweiz, Tennis
- 2005: Alessandro Zanardi, Italien, Motorsport
- 2004: Hermann Maier, Österreich, Ski alpin
- 2003: Ronaldo, Brasilien, Fußball
- 2002: Goran Ivanišević, Kroatien, Tennis
- 2001: Jennifer Capriati, USA, Tennis
- 2000: Lance Armstrong, USA, Radsport

### Preis für das Lebenswerk
- 2025: Kelly Slater, USA, Surfen
- 2022: Tom Brady, USA, American Football
- 2020: Dirk Nowitzki, Deutschland, Basketball
- 2019: Arsène Wenger, Frankreich, Fußball
- 2018: Edwin Moses, USA, Leichtathletik
- 2016: Niki Lauda, Österreich, Formel 1
- 2013: Sebastian Coe, Großbritannien, Leichtathletik
- 2012: Bobby Charlton, Großbritannien, Fußball
- 2011: Zinédine Zidane, Frankreich, Fußball
- 2010: Nawal El Moutawakel, Marokko, Leichtathletik
- 2008: Serhij Bubka, Ukraine, Stabhochsprung
- 2007: Franz Beckenbauer, Deutschland, Fußball
- 2006: Johan Cruyff, Niederlande, Fußball
- 2004: Arne Næss, Jr. (postum), Norwegen, Bergsteigen
- 2003: Gary Player, Südafrika, Golf
- 2002: Peter Blake (postum), Neuseeland, Segeln
- 2001: Steven Redgrave, Großbritannien, Rudern
- 2000: Pelé, Brasilien, Fußball

### Sport for Good Award
- 2025: Kick4life
- 2024: Fundación Rafa Nadal
- 2023: TeamUp, eine von War Child, Save the Children und UNICEF Niederlande entwickelte psychosoziale Unterstützungsmaßnahme, die Kindern in schwierigen Situationen hilft, Stress und Anspannung abzubauen[1][2]
- 2022: Lost Boyz Inc., USA, Jugendbaseballprogramm in Chicago
- 2021: Kickformore by Kickfair
- 2020: South Bronx United
- 2019: Yuwa-India
- 2018: Active Communities Network
- 2017: Waves for Change
- 2016: Moving The Goalposts
- 2015: Skateistan, Afghanistan, Afghanische Non-Profit-Organisation
- 2014: Magic Bus, Indien, Indische Non-Profit-Organisation
- 2012: Raí, Brasilien, Sozialaktivist und Ex-Fußballer
- 2011: May El-Khalil, Libanon, Gründerin des Beirut-Marathon
- 2010: Dikembe Mutombo, Demokratische Republik Kongo, Athletenbotschafter der Entwicklungshilfeorganisation Right to Play
- 2008: Brendan Tuohey und Sean Tuohey, Gründer des Projekts PeacePlayers International
- 2007: Luke Dowdney, Großbritannien, „Fight for Peace-Projekt“ in Rio de Janeiro
- 2006: Jürgen Griesbeck, Deutschland, Straßenfußball
- 2005: Gerry Storey, Nordirland, Boxen
- 2004: Mathare Youth Sports Association (Kenia) sowie Cricketnationalmannschaften von Indien und Pakistan
- 2003: Arnold Schwarzenegger, Österreich/USA
- 2002: Peter Blake (postum), Neuseeland, Segeln
- 2001: Kipchoge Keino, Kenia, Laufen
- 2000: Eunice Shriver, USA, Special Olympics

### Sport for Good Society Award
- 2022: Real Madrid Stiftung

### Spirit of Sport Award

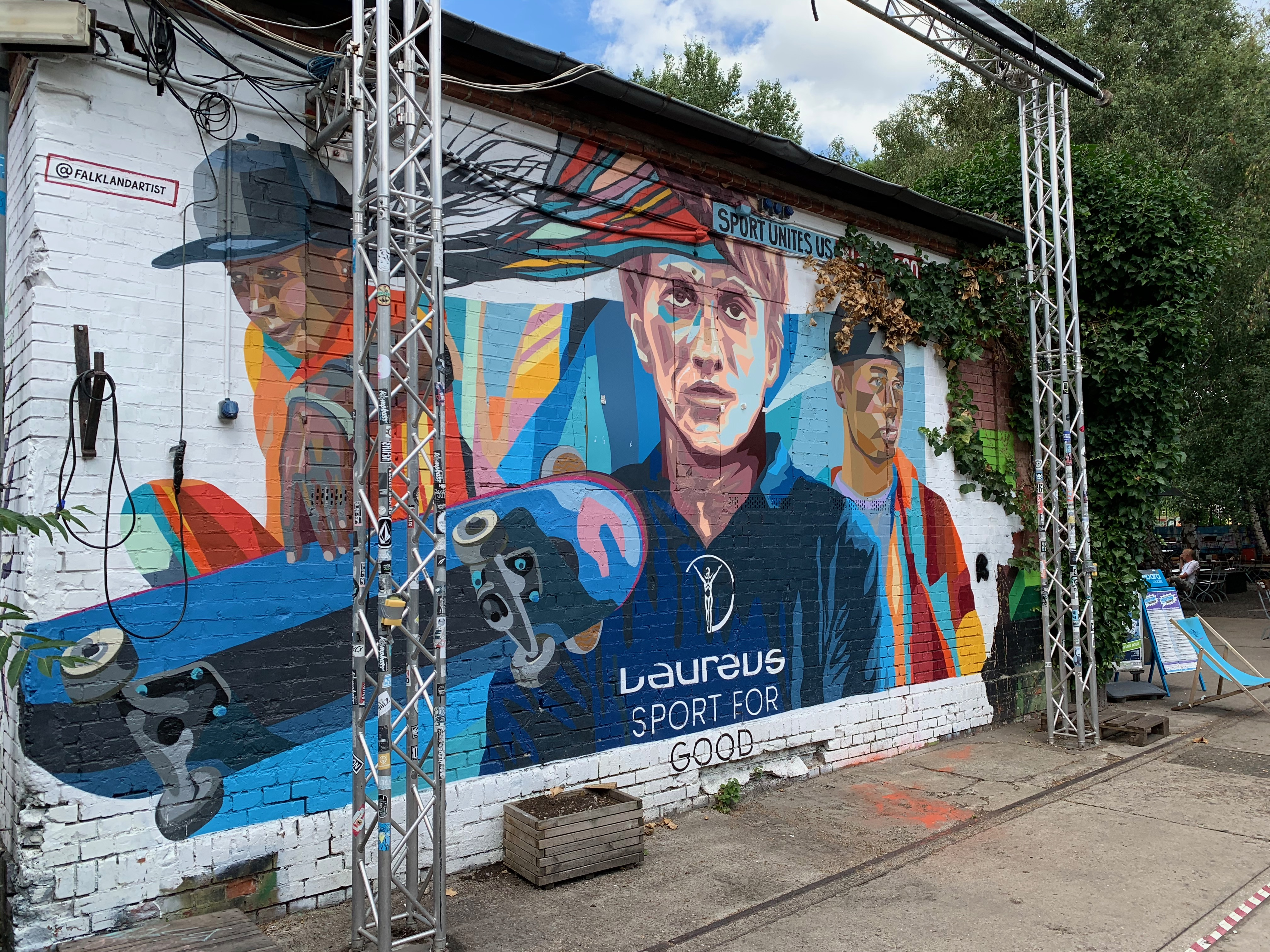
Wandkunst zu Ehren des Laureus World Sports Award 2016 in Berlin-Friedrichshain.

- 2019: Lindsey Vonn, USA, Ski alpin
- 2017: Leicester City, England, Fußball
- 2016: Johan Cruyff (postum), Niederlande, Fußball
- 2015: Yao Ming, China, Basketball
- 2014: Afghanische Cricket-Nationalmannschaft, Afghanistan, Cricket
- 2013: Tischtennis-Weltverband ITTF für das Projekt Ping Pong Paix
- 2011: Europäisches Ryder Cup Team, Europa, Golf
- 2008: Richard Pound, Kanada, Präsident der WADA
- 2007: FC Barcelona, Spanien, Fußball
- 2006: Valentino Rossi, Italien, Motorsport
- 2005: Boston Red Sox, USA, Baseball

### Exceptional Achievement Award
- 2022: Robert Lewandowski: 2022 (für eine besondere sportliche Leistung – das Übertreffen des Bundesliga-Torrekords, für eine Saison, von Gerd Müller (40 Tore) in der Saison 2020/21 mit 41 Toren)[3]

### Laureus Athlete Advocate of the Year Award
- 2022: Gerald Asamoah (für sein Engagement im Kampf gegen Rassismus und speziell für den außergewöhnlichen Film Schwarze Adler, der die Erfahrungen schwarzer Spieler im deutschen Fußball dokumentiert)[4]

## Mitglieder der Laureus World Sports Academy

### Aktuelle Mitglieder
| - Giacomo Agostini (* 1942), Italien, Motorradsport - Marcus Allen (* 1960), USA, American Football - Luciana Aymar (* 1977), Argentinien, Hockey - Boris Becker (* 1967), Deutschland, Tennis - Ian Botham (* 1955), Großbritannien, Cricket - Serhij Bubka (* 1963), Ukraine, Leichtathletik - Cafu (* 1970), Brasilien, Fußball - Fabian Cancellara (* 1981), Schweiz, Radsport - Sebastian Coe (* 1956), Großbritannien, Leichtathletik - Nadia Comăneci (* 1961), Rumänien, Turnen - Nicol David (* 1983), Malaysia, Squash - Alessandro Del Piero (* 1974), Italien, Fußball - Deng Yaping (* 1973), China, Tischtennis - Marcel Desailly (* 1968), Frankreich, Fußball - Kapil Dev (* 1959), Indien, Cricket - Daniel Dias (* 1988), Brasilien, Schwimmen - Mick Doohan (* 1965), Australien, Motorradsport - David Douillet (* 1969), Frankreich, Judo - Rahul Dravid (* 1973), Indien, Cricket - Jessica Ennis-Hill (* 1986), Großbritannien, Leichtathletik - Luís Figo (* 1972), Portugal, Fußball - Emerson Fittipaldi (* 1946), Brasilien, Motorsport - Sean Fitzpatrick (* 1963), Neuseeland, Rugby Union - Missy Franklin (* 1995), USA, Schwimmen - Dawn Fraser (* 1937), Australien, Schwimmen - Ryan Giggs (* 1973), Großbritannien, Fußball - Tanni Grey-Thompson, Baroness Grey-Thompson (* 1969), Großbritannien, Behindertensport - Ruud Gullit (* 1962), Niederlande, Fußball - Bryan Habana (* 1983), Südafrika, Rugby Union - Mika Häkkinen (* 1968), Finnland, Motorsport - Tony Hawk (* 1968), USA, Skateboarding - Maria Höfl-Riesch (* 1984), Deutschland, Ski Alpin - Mike Horn (* 1966), Südafrika, Extremsportler - Chris Hoy (* 1976), Großbritannien, Radsport | - Miguel Indurain (* 1964), Spanien, Radsport - Michael Johnson (* 1967), USA, Leichtathletik - Kipchoge Keino (* 1940), Kenia, Leichtathletik - Franz Klammer (* 1953), Österreich, Ski Alpin - Lennox Lewis (* 1965), Großbritannien, Boxen - Li Na (* 1982), China, Tennis - Li Xiaopeng (* 1981), China, Turnen - Tegla Loroupe (* 1973), Kenia, Leichtathletik - Dan Marino (* 1961), USA, American Football - Edwin Moses (* 1955), USA, Leichtathletik - Nawal El Moutawakel (* 1962), Marokko, Leichtathletik - Robby Naish (* 1963), USA, Windsurfen - Martina Navratilova (* 1956), USA, Tennis - Alexei Nemow (* 1976), Russland, Turnen - Jack Nicklaus (* 1940), USA, Golf - Lorena Ochoa (* 1981), Mexiko, Golf - Brian O’Driscoll (* 1979), Irland, Rugby Union - Gary Player (* 1935), Südafrika, Golf - Morné du Plessis (* 1949), Südafrika, Rugby Union - Hugo Porta (* 1951), Argentinien, Rugby Union - Carles Puyol (* 1978), Spanien, Fußball - Raúl (* 1977), Spanien, Fußball - Steven Redgrave (* 1962), Großbritannien, Rudern - Viv Richards (* 1952), Antigua, Cricket - Monica Seles (* 1973), USA, Tennis - Mark Spitz (* 1950), USA, Schwimmen - Sachin Tendulkar (* 1973), Indien, Cricket - Daley Thompson (* 1958), Großbritannien, Leichtathletik - Alberto Tomba (* 1966), Italien, Ski Alpin - Francesco Totti (* 1976), Italien, Fußball - Lindsey Vonn (* 1984), USA, Ski Alpin - Steve Waugh (* 1965), Australien, Cricket - Katarina Witt (* 1965), Deutschland, Eiskunstlauf - Yang Yang (* 1976), China, Shorttrack - Yao Ming (* 1980), China, Basketball |

### Ehemalige Mitglieder
- Cathy Freeman (* 1973), Australien, Leichtathletik
- Michael Jordan (* 1963), USA, Basketball
- Jackie Joyner-Kersee (* 1962), USA, Leichtathletik
- Greg LeMond (* 1961), USA, Radsport
- Ivan Lendl (* 1960), USA, Tennis
- Sugar Ray Leonard (* 1956), USA, Boxen
- John McEnroe (* 1959), USA, Tennis
- Ilie Năstase (* 1946), Rumänien, Tennis
- Michel Platini (* 1955), Frankreich, Fußball
- Yasuhiro Yamashita (* 1957), Japan, Judo

### Verstorbene Mitglieder
- Peter Blake (1948–2001), Neuseeland, Segeln
- Bill Shoemaker (1931–2003), USA, Pferderennen
- Severiano Ballesteros (1957–2011), Spanien, Golf
- Niki Lauda (1949–2019), Österreich, Motorsport
- Marvelous Marvin Hagler (1954–2021), USA, Boxen
- Pelé (1940–2022), Brasilien, Fußball
- Bobby Charlton (1937–2023), Großbritannien, Fußball
- Franz Beckenbauer (1945–2024), Deutschland, Fußball